# Хатчинсон (округ, Техас)
Округ Хатчинсон (англ. Hutchinson County) расположен в США, на севере Техасского выступа. Официально образован в 1876 году и назван в честь Эндрю Хатчинсона — техасского атторней. По состоянию на 2000 год, численность населения составляла 23 857 человек. Окружным центром является город Стиннетт.

## География
По данным Бюро переписи США, общая площадь округа равняется 2318 км², из которых 2298 км² суша и 20 км² или 0,85 % это водоемы.

### Соседние округа
- Карсон (юг)
- Мур (запад)
- Робертс (восток)
- Хансфорд (север)

### Национальные охраняемые территории
- Озеро Мередит (часть)

## Демография
По данным переписи населения 2000 года в округе проживало 23 857 жителей, в составе 9283 хозяйств и 6869 семей. Плотность населения была 10 человек на 1 квадратный километр. Насчитывалось 10 871 жилых домов, при плотности покрытия 5 построек на 1 квадратный километр. По расовому составу население состояло из 87 % белых, 2,41 % чёрных или афроамериканцев, 1,35 % коренных американцев, 0,35 % азиатов, 0,02 % коренных гавайцев и других жителей Океании, 6,66 % прочих рас, и 2,21 % представители двух или более рас. 14,7 % населения являлись испаноязычными или латиноамериканцами.
Из 9283 хозяйств 34,8 % воспитывали детей возрастом до 18 лет, 61,4 % супружеских пар живших вместе, в 9,1 % семей женщины проживали без мужей, 26 % не имели семей. На момент переписи 23,9 % от общего количества жили самостоятельно, 11,9 % лица старше 65 лет, жившие в одиночку. В среднем на каждое хозяйство приходилось 2,54 человека, среднестатистический размер семьи составлял 3 человека.
Показатели по возрастным категориям в округе были следующие: 27,4 % жители до 18 лет, 8,7 % от 18 до 24 лет, 25,5 % от 25 до 44 лет, 22,7 % от 45 до 64 лет, и 15,6 % старше 65 лет. Средний возраст составлял 38 лет. На каждых 100 женщин приходилось 97 мужчин. На каждых 100 женщин в возрасте 18 лет и старше приходилось 93,6 мужчины.
Средний доход на хозяйство в округе составлял 36 588 $, на семью — 42 500 $. Среднестатистический заработок мужчины был 40 029 $ против 19 952 $ для женщины. Доход на душу населения был 17 317 $. Около 8,8 % семей и 11,1 % общего населения находились ниже черты бедности. Среди них было 14,7 % тех кому ещё не исполнилось 18 лет, и 7,3 % тех кому было уже больше 65 лет.

## Населённые пункты

### Города, посёлки, деревни
- Боргер
- Санфорд
- Стиннетт
- Филлипс
- Фритч

### Немуниципальные территории
- Прингл
- Тексрой
- Виттенберг
- Спринг-Крик[2]

### Заброшенные населённые пункты
- Диал
- Племонс[2]

## Галерея
|                                                                                   |                            | |
| Экспозиция в музее «Boomtown Revisited» (помпа начала XX века для подачи бензина) | Рассвет в округе Хатчинсон | Мемориальная скамья в парке Боргера (текст гласит «Почтим того кто отдал жизнь. Свобода никогда не обходится бесплатно») |